# Ferenc Barnás
Ferenc Barnás (geboren 29. September 1959 in Debrecen) ist ein ungarischer Schriftsteller.

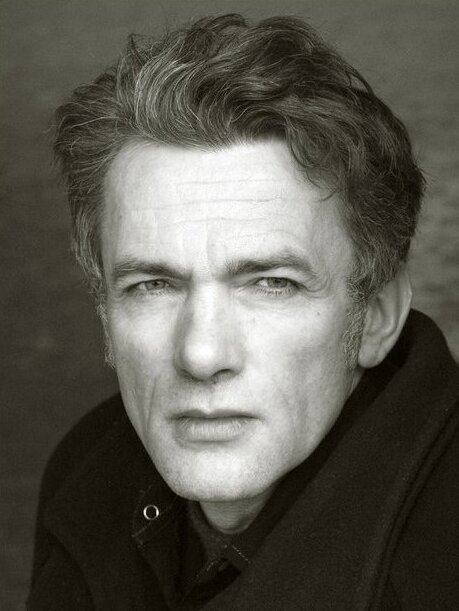
Ferenc Barnás (2015)

## Leben
Ferenc Barnás studierte in Debrecen, Budapest und München und machte 1988 an der Eötvös-Loránd-Universität (ELTE) einen M.A. in Ungarischer Literatur. 1991 wurde er dort mit einer Dissertation über Hermann Hesse promoviert. Barnás arbeitet seither als freier Schriftsteller und im Brotberuf als Lehrer und als Straßenmusiker.
Barnás wurde in Ungarn mehrfach mit Literaturpreisen ausgezeichnet, die englischen Übersetzungen The Ninth (2006) und The Parasite (2020) standen auf der Longlist des International IMPAC Dublin Literary Award.

## Werke
- Az élősködő. Roman. Pozsony: Kalligram, 1997
- Bagatell. Roman. Budapest: Kalligram, 2000
- A kilencedik. Roman. Budapest: Magvető, 2006
  - Der Neunte. Übersetzung Eva Zador. Wien : Nischen-Verlag, 2015
- Másik halál. Roman. Pozsony: Kalligram, 2012
  - Ein anderer Tod. Übersetzung Eva Zador. Wien : Nischen-Verlag, 2016
- Életünk végéig. Roman. Budapest: Kalligram, 2019
  - Bis ans Ende unserer Leben. Übersetzung Eva Zador. Frankfurt am Main : Schöffling, 2022